# Tzipi Livni

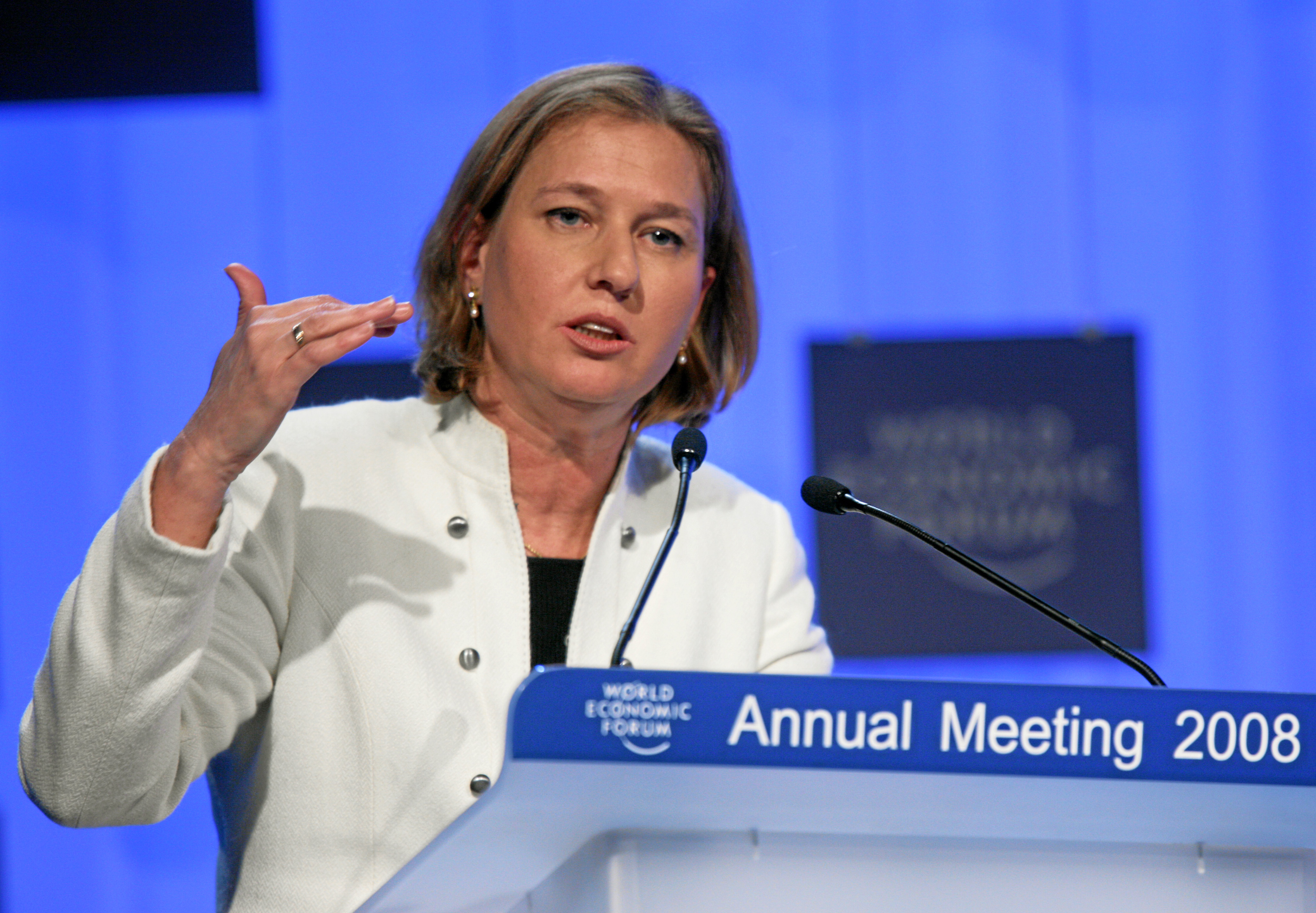
Ministrul de externe al Israelului, Tzipi Livni.

Tzipora Malka "Tzipi" Livni (în ebraică ציפורה מלכּה "ציפי" לבני‎) (n. 8 iulie 1958) este un om politic israelian.
Printre funcțiile pe care le-a ocupat sunt:
ministru al agriculturii (2002-2003)
- ministru al locuințelor și construcțiilor (2004-2005)
- ministru pentru absorbirea imigranților (2003-2006)
- ministru al justiției (2006-2007 și 2013-2014)
- ministru de externe în guvernul Israelului (2005-2009)
- conducătoarea partidului Kadima (2008~ 2012) și a partidului Hatnuá (2013-2014)